# Aeroportul Clarks Point
Aeroportul Clarks Point (IATA: CLP, ICAO: PFCL, FAA LID: CLP) este un aeroport din Alaska, Statele Unite ale Americii ce deservește zona Clark's Point⁠(d). Aeroportul a fost tranzitat în 2019 de 812 pasageri.
Situat la o altitudine de 24 m, aeroportul dispune de 1 pistă. Este operat de Alaska Department of Transportation & Public Facilities⁠(d).

## Infrastructură

### Piste
Aeroportul dispune de o singură pistă. Pista 18/36 are suprafața de pietriș și dimensiunile 3.200 picioare × 60 picioare. 